# Gyre de Weddell

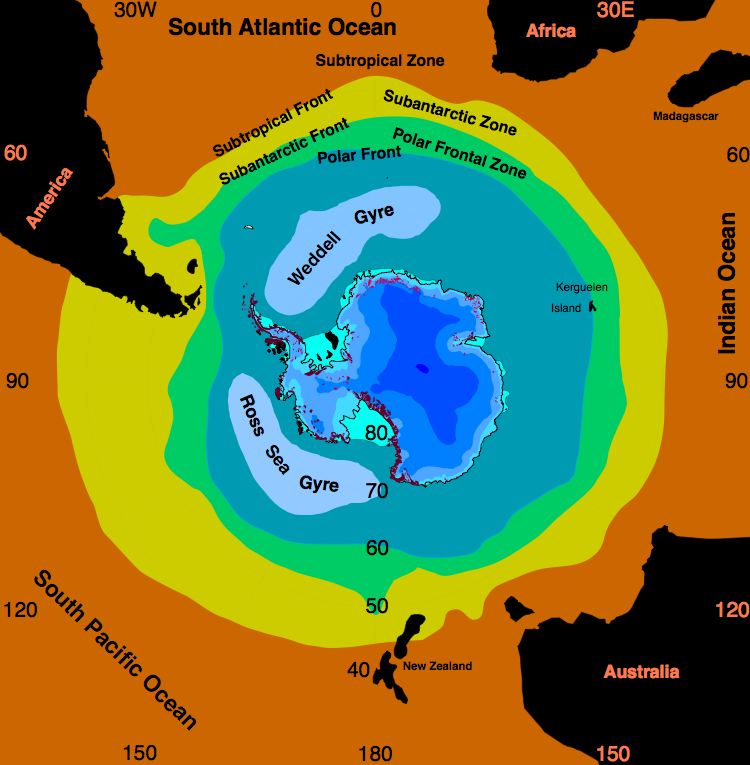
Le Gyre de Weddell et le Gyre de Ross.

Le gyre de Weddell est un gyre océanique proche de l'Antarctique, il se situe dans la mer de Weddell. C'est un courant tournant dans le sens horaire (courant cyclonique dans l'hémisphère sud) formé par l’interaction du courant circumpolaire antarctique sur le plateau continental de l'Antarctique. Avec l'aide du transport d'Ekman, c'est une zone très riche en nutriments et en biodiversité.